# Deolali
Deolali là một thị trấn thống kê (census town) của quận Nashik thuộc bang Maharashtra, Ấn Độ.

## Địa lý
Deolali có vị trí 19°28′B 74°37′Đ / 19,47°B 74,62°Đ Nó có độ cao trung bình là 515 mét (1689 feet).

## Nhân khẩu
Theo điều tra dân số năm 2001 của Ấn Độ, Deolali có dân số 50.617 người. Phái nam chiếm 55% tổng số dân và phái nữ chiếm 45%. Deolali có tỷ lệ 77% biết đọc biết viết, cao hơn tỷ lệ trung bình toàn quốc là 59,5%: tỷ lệ cho phái nam là 83%, và tỷ lệ cho phái nữ là 70%. Tại Deolali, 12% dân số nhỏ hơn 6 tuổi.